# Lista siturilor arheologice din județul Călărași - M
Lista siturilor arheologice din județul Călărași - M conține toate siturile arheologice din județul Călărași înscrise în Repertoriul Arheologic Național (RAN) și aflate în localități al căror nume începe cu litera M. RAN este administrat de Ministerul Culturii și Patrimoniului Național și cuprinde date științifice, cartografice, topografice, imagini și planuri, precum și orice alte informații privitoare la zonele cu potențial arheologic, studiate sau nu, încă existente sau dispărute.
Puteți căuta un sit din localitățile care încep cu litera M folosind formularul de mai jos sau puteți naviga prin toate siturile din județ la Lista siturilor arheologice din județul Călărași.
| Cod RAN                                | Denumire | Localitate                        | Adresă              | Datare                                           | Descoperit | Coordonate                                    | Imagine           | Erori            |
| -------------------------------------- | --- | --------------------------------- | ------------------- | ------------------------------------------------ | ---------- | --------------------------------------------- | ----------------- | ---------------- |
| 101127.01.01 (Cod LMI: CL-I-s-B-14559) | Așezarea Latene de la Mataraua / ansamblu anonim (Categorie: locuire civilă) (Tip: Așezare)                                     | sat Mataraua, comuna Belciugatele | Matara              | geto-dacică                                      | 1972       | 44°32′50″N 26°28′02″E / 44.54722°N 26.46722°E | Încărcați imagine | Raportați eroare |
| 101127.01.02 (Cod LMI: CL-I-s-B-14559) | Așezarea Latene de la Mataraua / ansamblu anonim (Categorie: locuire civilă) (Tip: Așezare)                                     | sat Mataraua, comuna Belciugatele | Matara              |                                                  | 1972       | 44°32′50″N 26°28′02″E / 44.54722°N 26.46722°E | Încărcați imagine | Raportați eroare |
| 101127.01.03 (Cod LMI: CL-I-s-B-14559) | Așezarea Latene de la Mataraua / ansamblu anonim (Categorie: locuire civilă) (Tip: Așezare)                                     | sat Mataraua, comuna Belciugatele | Matara              | Dridu sec. IX-X                                  | 1972       | 44°32′50″N 26°28′02″E / 44.54722°N 26.46722°E | Încărcați imagine | Raportați eroare |
| 101127.02.01 (Cod LMI: CL-I-s-B-14560) | Așezarea fortificată Latene de la Mataraua / ansamblu anonim (Categorie: locuire civilă) (Tip: Așezare fortificată)             | sat Mataraua, comuna Belciugatele | Matara              | geto-dacică                                      |            |                                               | Încărcați imagine | Raportați eroare |
| 104190.01.02 (Cod LMI: CL-I-s-B-14561) | Așezarea Latene de la Mănăstirea - "La Cărămidărie" / ansamblu anonim (Categorie: locuire civilă) (Tip: Așezare)                | sat Mânăstirea, comuna Mânăstirea | La Cărămidărie      | geto-dacică                                      | 1973       | 44°12′09″N 26°54′30″E / 44.2025°N 26.90847°E  | Încărcați imagine | Raportați eroare |
| 104190.01.01 (Cod LMI: CL-I-s-B-14561) | Așezarea Latene de la Mănăstirea - "La Cărămidărie" / ansamblu anonim (Categorie: locuire civilă) (Tip: Așezare)                | sat Mânăstirea, comuna Mânăstirea | La Cărămidărie      | Cernavodă II                                     | 1973       | 44°12′09″N 26°54′30″E / 44.2025°N 26.90847°E  | Încărcați imagine | Raportați eroare |
| 104190.01.03 (Cod LMI: CL-I-s-B-14561) | Așezarea Latene de la Mănăstirea - "La Cărămidărie" / ansamblu anonim (Categorie: locuire civilă) (Tip: Așezare)                | sat Mânăstirea, comuna Mânăstirea | La Cărămidărie      | Sântana de Mureș - Cerneahov sec. IV             | 1973       | 44°12′09″N 26°54′30″E / 44.2025°N 26.90847°E  | Încărcați imagine | Raportați eroare |
| 104190.01.04 (Cod LMI: CL-I-s-B-14561) | Așezarea Latene de la Mănăstirea - "La Cărămidărie" / ansamblu anonim (Categorie: locuire civilă) (Tip: Așezare)                | sat Mânăstirea, comuna Mânăstirea | La Cărămidărie      | Dridu                                            | 1973       | 44°12′09″N 26°54′30″E / 44.2025°N 26.90847°E  | Încărcați imagine | Raportați eroare |
| 101136.01.01                           | Tell-ul gumelnițean de la Măriuța - "La Movilă" / ansamblu anonim (Categorie: locuire civilă) (Tip: Tell)                       | sat Măriuța, comuna Belciugatele  | La movilă           | Gumelnița - B                                    | 1954       | 44°32′11″N 26°29′30″E / 44.53639°N 26.49167°E | Încărcați imagine | Raportați eroare |
| 104190.02.01                           | Situl arheologic de la Mânăstirea - "Școala Veche" / ansamblu anonim (Categorie: locuire civilă) (Tip: Așezare)                 | sat Mânăstirea, comuna Mânăstirea | Școala veche        | Tei                                              | 1973       | 44°12′57″N 26°54′15″E / 44.21592°N 26.90428°E | Încărcați imagine | Raportați eroare |
| 104190.02.02                           | Situl arheologic de la Mânăstirea - "Școala Veche" / ansamblu anonim (Categorie: locuire civilă) (Tip: Așezare)                 | sat Mânăstirea, comuna Mânăstirea | Școala veche        | Babadag - II                                     | 1973       | 44°12′57″N 26°54′15″E / 44.21592°N 26.90428°E | Încărcați imagine | Raportați eroare |
| 104190.02.03                           | Situl arheologic de la Mânăstirea - "Școala Veche" / ansamblu anonim (Categorie: locuire civilă) (Tip: Așezare)                 | sat Mânăstirea, comuna Mânăstirea | Școala veche        | geto-dacică                                      | 1973       | 44°12′57″N 26°54′15″E / 44.21592°N 26.90428°E | Încărcați imagine | Raportați eroare |
| 104190.02.04                           | Situl arheologic de la Mânăstirea - "Școala Veche" / ansamblu anonim (Categorie: locuire civilă) (Tip: Așezare)                 | sat Mânăstirea, comuna Mânăstirea | Școala veche        | Sântana de Mureș - Cerneahov sec. IV             | 1973       | 44°12′57″N 26°54′15″E / 44.21592°N 26.90428°E | Încărcați imagine | Raportați eroare |
| 104190.03.01                           | Situl arheologic de la Mânăstirea - "Piscul Mânăstirea" / ansamblu anonim (Categorie: locuire civilă) (Tip: Așezare)            | sat Mânăstirea, comuna Mânăstirea | Piscul Mânăstirea   | Sântana de Mureș - Cerneahov                     | 1974       | 44°13′03″N 26°54′15″E / 44.2175°N 26.90428°E  | Încărcați imagine | Raportați eroare |
| 104190.03.02                           | Situl arheologic de la Mânăstirea - "Piscul Mânăstirea" / ansamblu anonim (Categorie: locuire civilă) (Tip: Așezare)            | sat Mânăstirea, comuna Mânăstirea | Piscul Mânăstirea   | Dridu sec. IX-X                                  | 1974       | 44°13′03″N 26°54′15″E / 44.2175°N 26.90428°E  | Încărcați imagine | Raportați eroare |
| 104190.04.01                           | Așezarea și necropola (?) geto-dacică de la Mănăstirea / ansamblu anonim (Categorie: locuire) (Tip: Așezare)                    | sat Mânăstirea, comuna Mânăstirea | Nutricom-Mânăstirea | geto-dacică sec. II-I a.Chr.                     | 1961       | 44°13′31″N 25°53′34″E / 44.22539°N 25.89281°E | Încărcați imagine | Raportați eroare |
| 104190.04.02                           | Așezarea și necropola (?) geto-dacică de la Mănăstirea / ansamblu anonim (Categorie: locuire) (Tip: Necropolă)                  | sat Mânăstirea, comuna Mânăstirea | Nutricom-Mânăstirea | sec. IV-III a.Chr                                | 1961       | 44°13′31″N 25°53′34″E / 44.22539°N 25.89281°E | Încărcați imagine | Raportați eroare |
| 104902.01.01                           | Tell-ul gumelnițean de la Măgureni / ansamblu anonim (Categorie: locuire civilă) (Tip: Tell)                                    | sat Măgureni, comuna Sărulești    | Movilă              | Gumelnița - A2 și B1                             | 1935       |                                               | Încărcați imagine | Raportați eroare |
| 104902.02.01                           | Așezarea preistorică de la Măgureni / ansamblu anonim (Categorie: așezare) (Tip: Așezare)                                       | sat Măgureni, comuna Sărulești    |                     | Gumelnița                                        |            | 44°24′40″N 26°37′52″E / 44.41111°N 26.63111°E | Încărcați imagine | Raportați eroare |
| 104902.02.02                           | Așezarea preistorică de la Măgureni / ansamblu anonim (Categorie: așezare) (Tip: Așezare)                                       | sat Măgureni, comuna Sărulești    |                     | Glina                                            |            | 44°24′40″N 26°37′52″E / 44.41111°N 26.63111°E | Încărcați imagine | Raportați eroare |
| 101136.02.01                           | Așezarea preistorică de la Măriuța / ansamblu anonim (Categorie: locuire civilă) (Tip: Așezare)                                 | sat Măriuța, comuna Belciugatele  |                     |                                                  | 1972       | 44°31′47″N 26°30′23″E / 44.52972°N 26.50639°E | Încărcați imagine | Raportați eroare |
| 104902.03                              | Siliștea medievală de la Măgureni (Categorie: locuire civilă) (Tip: așezare)                                                    | sat Măgureni, comuna Sărulești    |                     |                                                  | 1972       | 44°24′35″N 26°37′10″E / 44.40972°N 26.61944°E | Încărcați imagine | Raportați eroare |
| 101136.03.01                           | Situl arheologic de la Măriuța / ansamblu anonim (Categorie: așezare) (Tip: așezare)                                            | sat Măriuța, comuna Belciugatele  |                     | Sântana de Mureș - Cerneahov sec. IV             | 1972       | 44°31′30″N 26°30′39″E / 44.525°N 26.51083°E   | Încărcați imagine | Raportați eroare |
| 101136.03.02                           | Situl arheologic de la Măriuța / ansamblu anonim (Categorie: așezare) (Tip: așezare)                                            | sat Măriuța, comuna Belciugatele  |                     | Dridu                                            | 1972       | 44°31′30″N 26°30′39″E / 44.525°N 26.51083°E   | Încărcați imagine | Raportați eroare |
| 101136.04.01                           | Necropola eneolitică de la Măriuța / ansamblu anonim (Categorie: descoperire funerară) (Tip: Necropolă)                         | sat Măriuța, comuna Belciugatele  |                     | Gumelnița                                        | 2005       | 44°32′05″N 26°29′21″E / 44.53472°N 26.48917°E | Încărcați imagine | Raportați eroare |
| 101136.05.01                           | Așezarea de sec. IV p.Chr. de la Măriuța / ansamblu anonim (Categorie: așezare) (Tip: Așezare)                                  | sat Măriuța, comuna Belciugatele  |                     | Sântana de Mureș - Cerneahov                     |            |                                               | Încărcați imagine | Raportați eroare |
| 101136.06.01                           | Așezarea culturii Gumelnița de la Măriuța-Movila Mică / ansamblu anonim (Categorie: așezare) (Tip: așezare)                     | sat Măriuța, comuna Belciugatele  | Movila Mică         | Gumelnița                                        |            | 44°32′11″N 26°29′30″E / 44.53639°N 26.49167°E | Încărcați imagine | Raportați eroare |
| 101127.03.01                           | Așezarea pluristratificată de la Mataraua / ansamblu anonim (Categorie: așezare) (Tip: Așezare)                                 | sat Mataraua, comuna Belciugatele |                     | Boian                                            |            | 44°33′10″N 26°27′51″E / 44.55278°N 26.46417°E | Încărcați imagine | Raportați eroare |
| 101127.03.02                           | Așezarea pluristratificată de la Mataraua / ansamblu anonim (Categorie: așezare) (Tip: Așezare)                                 | sat Mataraua, comuna Belciugatele |                     |                                                  |            | 44°33′10″N 26°27′51″E / 44.55278°N 26.46417°E | Încărcați imagine | Raportați eroare |
| 101127.03.03                           | Așezarea pluristratificată de la Mataraua / ansamblu anonim (Categorie: așezare) (Tip: Așezare)                                 | sat Mataraua, comuna Belciugatele |                     | Mediaș                                           |            | 44°33′10″N 26°27′51″E / 44.55278°N 26.46417°E | Încărcați imagine | Raportați eroare |
| 101127.04.01                           | Așezarea Dridu de la Mataraua - la sud de satul / ansamblu anonim (Categorie: așezare) (Tip: Așezare)                           | sat Mataraua, comuna Belciugatele |                     | Dridu                                            | 1972       | 44°33′04″N 26°28′22″E / 44.55111°N 26.47278°E | Încărcați imagine | Raportați eroare |
| 101127.05.01                           | Situl arheologic de la nord de satul Mataraua / ansamblu anonim (Categorie: așezare) (Tip: Așezare)                             | sat Mataraua, comuna Belciugatele |                     | Sântana de Mureș - Cerneahov sec. IV p.Chr.      |            | 44°32′52″N 26°27′04″E / 44.54778°N 26.45111°E | Încărcați imagine | Raportați eroare |
| 101127.05.02                           | Situl arheologic de la nord de satul Mataraua / ansamblu anonim (Categorie: așezare) (Tip: Așezare)                             | sat Mataraua, comuna Belciugatele |                     | Dridu sec. IX - X                                |            | 44°32′52″N 26°27′04″E / 44.54778°N 26.45111°E | Încărcați imagine | Raportați eroare |
| 101127.05.03                           | Situl arheologic de la nord de satul Mataraua / ansamblu anonim (Categorie: așezare) (Tip: Așezare)                             | sat Mataraua, comuna Belciugatele |                     |                                                  |            | 44°32′52″N 26°27′04″E / 44.54778°N 26.45111°E | Încărcați imagine | Raportați eroare |
| 100647.01.01                           | Tumulul de epoca bronzului de la Mitreni - "Movila lui Cercel" / ansamblu anonim (Categorie: descoperire funerară) (Tip: Tumul) | sat Mitreni, comuna Mitreni       | Movila lui Cercel   | Yamnaia mileniile IV-III                         |            | 44°11′30″N 26°36′31″E / 44.19167°N 26.60861°E | Încărcați imagine | Raportați eroare |
| 100647.02.01                           | Situl arheologic de la Mitreni / ansamblu anonim (Categorie: așezare) (Tip: Așezare)                                            | sat Mitreni, comuna Mitreni       |                     | geto-dacică                                      | 1970       | 44°11′03″N 26°55′32″E / 44.18417°N 26.92556°E | Încărcați imagine | Raportați eroare |
| 100647.02.02                           | Situl arheologic de la Mitreni / ansamblu anonim (Categorie: așezare) (Tip: Așezare)                                            | sat Mitreni, comuna Mitreni       |                     | Dridu sec. IX-XI                                 | 1970       | 44°11′03″N 26°55′32″E / 44.18417°N 26.92556°E | Încărcați imagine | Raportați eroare |
| 100647.03.01                           | Situl arheologic de la Mitreni - "Ariile Grecului" / ansamblu anonim (Categorie: așezare) (Tip: Așezare)                        | sat Mitreni, comuna Mitreni       | Ariile Grecului     | dacică sec. II-I a.Chr                           | 1970       | 44°10′48″N 26°35′48″E / 44.17989°N 26.59664°E | Încărcați imagine | Raportați eroare |
| 100647.03.02                           | Situl arheologic de la Mitreni - "Ariile Grecului" / ansamblu anonim (Categorie: așezare) (Tip: Așezare)                        | sat Mitreni, comuna Mitreni       | Ariile Grecului     | Dridu sec. IX-XI                                 | 1970       | 44°10′48″N 26°35′48″E / 44.17989°N 26.59664°E | Încărcați imagine | Raportați eroare |
| 100647.04.01                           | Așezarea geto-dacică III de la Mitreni / ansamblu anonim (Categorie: așezare) (Tip: Așezare)                                    | sat Mitreni, comuna Mitreni       |                     | dacică sec. II-I a.Chr.                          | 2008       | 44°10′42″N 26°35′49″E / 44.17836°N 26.59692°E | Încărcați imagine | Raportați eroare |
| 100647.04.02                           | Așezarea geto-dacică III de la Mitreni / ansamblu anonim (Categorie: așezare) (Tip: Așezare)                                    | sat Mitreni, comuna Mitreni       |                     |                                                  | 2008       | 44°10′42″N 26°35′49″E / 44.17836°N 26.59692°E | Încărcați imagine | Raportați eroare |
| 100647.05.01                           | Așezarea Dridu de la Mitreni - lacul Gâldău / ansamblu anonim (Categorie: așezare) (Tip: Așezare)                               | sat Mitreni, comuna Mitreni       | CAP                 | Dridu sec. IX-XI                                 | 2008       | 44°10′44″N 26°35′59″E / 44.17892°N 26.5997°E  | Încărcați imagine | Raportați eroare |
| 100647.06.01                           | Așezarea geto-dacică de la Mitreni-Gâldău / ansamblu anonim (Categorie: așezare) (Tip: Așezare)                                 | sat Mitreni, comuna Mitreni       | Găldău              | dacică sec. II-I a.Chr.                          | 1970       | 44°10′18″N 26°36′21″E / 44.17175°N 26.60592°E | Încărcați imagine | Raportați eroare |
| 100647.07.01                           | Necropola din secolul al IV-lea p. Chr. de la Mitreni / ansamblu anonim (Categorie: descoperire funerară) (Tip: necropola)      | sat Mitreni, comuna Mitreni       |                     | Sântana de Mureș-Cerneahov sec. I-III            | 1958       | 44°10′15″N 26°36′32″E / 44.17092°N 26.60897°E | Încărcați imagine | Raportați eroare |
| 100647.08.01                           | Necropola medievală de la Mitreni / ansamblu anonim (Categorie: descoperire funerară) (Tip: Necropolă de inhumație)             | sat Mitreni, comuna Mitreni       |                     | sec. XVI-XVII                                    | 1982       | 44°09′56″N 26°36′52″E / 44.16547°N 26.61447°E | Încărcați imagine | Raportați eroare |
| 100647.09.01                           | Așezarea medievală de la Mitreni / ansamblu anonim (Categorie: așezare) (Tip: Așezare)                                          | sat Mitreni, comuna Mitreni       |                     |                                                  | 1970       | 44°09′51″N 26°37′04″E / 44.16417°N 26.61781°E | Încărcați imagine | Raportați eroare |
| 100647.10.01                           | Așezarea din epoca bronzului de la Mitreni / ansamblu anonim (Categorie: așezare) (Tip: Așezare)                                | sat Mitreni, comuna Mitreni       |                     | Tei a doua jumătate a milenilui al II-lea a.Chr. | 1970       | 44°09′34″N 26°36′55″E / 44.15944°N 26.61514°E | Încărcați imagine | Raportați eroare |
| 100647.11.01                           | Așezarea preistorică de la Mitreni / ansamblu anonim (Categorie: așezare) (Tip: Așezare)                                        | sat Mitreni, comuna Mitreni       |                     |                                                  | 1970       | 44°09′22″N 26°37′06″E / 44.15622°N 26.61825°E | Încărcați imagine | Raportați eroare |
| 92596.01.01                            | Așezarea Coslogeni de la Modelu - Măgura Trămșani / ansamblu anonim (Categorie: locuire) (Tip: așezare)                         | sat Modelu, comuna Modelu         | Măgura Trămșani     | Coslogeni sf. Mil. II î.Hr.                      |            | 44°10′00″N 27°23′18″E / 44.16667°N 27.38843°E | Încărcați imagine | Raportați eroare |